# Purple Giraffe
Purple Giraffe (hrv. Ljubičasta žirafa) je druga epizoda serije Kako sam upoznao vašu majku. Prvi put je emitirana 26. rujna 2005. na CBS-u. 

## Radnja
Budući Ted se brzo podsjeti kada je upoznao Robin Scherbatsky i iznenada joj rekao da je voli.
Od tog incidenta prošlo je tjedan dana te Ted i Marshall vide Robin u baru MacLaren's kako priča s Lily. Nakon što Robin ode, Lily kaže kako joj je Robin rekla da je zainteresirana za Teda, no kako želi nešto "obično", a Ted to nije. Ted pokušava postati "običan" u "lovu" za Robin.
U petak popodne, Ted vidi Robin na televiziji kako izvještava vijest da se jedan dječak zaglavio u nagradnom automatu u prodavaonici susjedstva te ode u prodavaonicu kako bi vidio Robin. Kada ga ona vidi, Ted kaže kako kupuje umak za tulum te pozove Robin na isti. Marshall se brine jer ima puno papira vezanih za ustavno pravo koje mora dovršiti do ponedjeljka, a nije ih ni pogledao, dok je Lily sretna jer su ona i Marshall zaručeni i kako se stalno zanima za ljubav. U međuvremenu Barney pokušava nagovoriti Teda da upozna neku curu na zabavi. Ted odbija, te Barney pronađe curu te ode doma s njom. Robin se ipak nije pojavila na zabavi.
Sljedeći dan Ted ugleda Robin te joj kaže kako će se zabava nastaviti u subotu navečer, što još više brine Marshalla zbog učenja. Barney se razdvoji od cure koju je upoznao tako što joj je rekao da je voli, kao što je i Ted rekao Robin. Robin se opet nije pojavila na zabavi te joj je Ted rekao kako će opet organizirati tulum u nedjelju navečer.
Nedjeljna zabava je slabo posjećena te Marshall izgubi strpljenje te se naljuti na Teda jer je organizirao tri tuluma samo zbog Robin, no prekasno je shvatio da Robin čuje njihov razgovor. Ted odmah pokrije tu činjenicu te reče Robin kako je organizirao tulume kako bi mogla upoznati Carlosa. Nakon nekog vremena, Ted i Robin pričaju na krovu zgrade te Robin shvati da je Ted zaljubljen u nju. Zatim predloži da ostanu prijatelji. Ted se zabrine jer misli kako će stvari između njih postati čudne, no upozna Robin sa svojim prijateljima. Svi zajedno odu na piće, te Robin shvati kako pripada družini. Marshall reče kako će popiti dvije pive, otići u stan, napisati i pregledati pravne dokumente te dobiti peticu. Budući Ted kaže kako je Marshall zapravo dobio četvorku, te da je to odlično s obzirom na činjenicu da je sve napisao u jednoj noći.
Dok je družina u baru, Robin pomaže Tedu uzeti još jednu rundu pića te kaže kako će mu pomoći pronaći srodnu dušu.

## Zanimljivosti
- Ted je organizirao više zabava samo zbog Robin. Slična radnja događa se u romanu Veliki Gatsby.